# Értékcsökkenés

Egy átlagos jármű értékcsökkenése 20 év alatt

Értékcsökkenés  a befektetett javak (immateriális és tárgyi eszközök) elhasználódásának, műszaki – gazdasági avulásának pénzben kifejezett értéke. Nem csupán az eszközök avulását, kopását fejezi ki, hanem a befektetett tőke visszanyerésének módja is. A számvitelben ugyanis az értékcsökkenést a költségek között számoljuk el, ezzel is kifejezve, hogy az eszköz értéke nem egyszerre, hanem a termelés során folyamatosan megy át az új termék értékébe. 
Az értékcsökkenés nem azonos az értékcsökkenési leírással. Az értékcsökkenés az immateriális javak és a tárgyi eszközök fizikai kopásának és egyben erkölcsi avulásának pénzben kifejezett értéke, az értékcsökkenési leírás ennek az értékcsökkenésnek a költségként elszámolt része. Ebből következik, hogy nem minden értékcsökkenés válik értékcsökkenési leírássá.

## Az értékcsökkenési leírás
Az értékcsökkenési leírást különféle számítási módszerekkel határozzák meg. Ezek legáltalánosabban használt csoportjai a lineáris, a degresszív (csökkenő) és a progresszív (késleltetett) leírások.

### Terv szerinti értékcsökkenés
A terv szerinti értékcsökkenés meghatározásához az eszköz üzembe helyezésekor meg kell határozni az eszköz:
- bekerülési értékét,

- hasznos élettartamát,

- maradványértékét és

- az amortizáció elszámolásának módját.

A bekerülési érték (beszerzési ár, illetve előállítási költség) az a  ráfordítás, amit az eszköz létesítésére, megszerzésére, üzembe helyezésére, illetve a raktárba beszállítására kellett fordítani úgy, hogy az az eszközhöz egyedileg hozzárendelhető legyen.
A hasznos élettartam az az időszak, amelyben az amortizálható eszközt a várható fizikai elhasználódás, erkölcsi avulás, az eszköz használatát korlátozó jogi és egyéb tényezők figyelembe vételével várhatóan használni fogják. 
A maradványérték a hasznos élettartam végén az adott eszköz várhatóan realizálható értéke, amelyet a rendeltetésszerű használatba vételkor, az üzembe helyezés időpontjában rendelkezésre álló információk alapján kell megállapítani.
Az amortizálandó érték a bekerülési érték és a maradványérték különbözete; ez után kell az értékcsökkenést elszámolni. Az értékcsökkenési leírás az amortizálandó érték és a leírási kulcs szorzata.
Az értékcsökkenés kiszámításához alkalmazható módszerek:
- Lineáris leírás: az elhasználódás éveire azonos összegű értékcsökkenést számolnak el. Az éven összeget leírási kulccsal határozzák meg. Ennél a módszernél azt tételezik fel, hogy az elhasználódás teljesen egyenletes.

- Degresszív leírás: a korrigált bekerülési értéket egyenetlenül kerül osztják el a hasznos élettartamra úgy, hogy a leírás az idő haladtával folyamatosan csökken.

- Progresszív leírás a korrigált bekerülési értéket egyenetlenül kerül osztják el a hasznos élettartamra úgy, hogy a leírás az idő haladtával folyamatosan nő.